# Ultima I: The First Age of Darkness
Az Ultima I: First Age of Darkness egy 1981-ben kiadott számítógépes szerepjáték, az Ultima sorozat legelső epizódja, amelyet Richard Garriott tervezett meg. Eredetileg Apple II-re készült, később azonban a kód átírásra került és más platformokon is kiadták. Ez az 1986-os újrakódolás a legismertebb változata a programnak.
A játék cselekménye a Halhatatlanság Ékköve (Gem of Immortality) körül forog, amelyet a gonosz varázsló, Mondain szerzett meg, hogy segítségével leigázza Sosaria világát. Amíg nála van az ékkő, lényegében sebezhetetlen, a játékos által megszemélyesített karakter, az Idegen (Stranger) pedig egy másik világból került át, hogy megállítsa Mondain-t. Küldetése során a játékos számos helyet bejár, közte labirintusokat, sőt még a világűrbe is kijut.
Egyike volt a legelső számítógépes szerepjátékoknak, és mint a műfaj egyik megteremtője, nagy hatással volt a később érkező játékokra. Emellett pedig ez volt az első igazi nyíltvilágú számítógépes játék is.

## Játékmenet
A világtérkép, amelyen a karakterünk halad, alapvetően felülnézetből van ábrázolva, viszont amikor belépünk egy labirintusba, akkor első személyű nézetre vált. Minden esetben a nyílbillentyűkkel vezéreljük őt, illetve gyorsbillentyűkkel különféle parancsokat is kiadhatunk.
A karaktergenerálás során számos pontot eloszthatunk, amelyek a képességeinket fogják befolyásolni a kaland során. Például ha az erő pontszámát növeljük, akkor nagyobb lesz a sebzésünk, a karizma esetében pedig a nagyobb szám olcsóbb árukat eredményez a kereskedőknél. A tulajdonságok után kell kiválasztani a játékos faját, amely lehet ember, tünde, törp vagy bobbit (egyfajta hobbit), és mindegyiküknek van még egy speciális tulajdonsága (pl. a tündék ügyessége jobb, a törpöknek pedig az ereje nagyobb). Legvégül karakterosztályt kell választani, amely lehet harcos, pap, varázsló, vagy tolvaj. Ugyan a karakter nemét is megváltoztathatjuk, de ez csak kozmetikai jellegű változtatás, és semmilyen előnnyel vagy hátránnyal nem bír.
A játék során négy fontos mérőszám az életerőpont, az étel, a tapasztalati pont és az arany. Minél kevesebb az életerőpontunk, annál nagyobb veszélyben lesz a karakter, hogy meghal. Növelni több módon tudjuk, például ha élve jutunk ki egy labirintusból vagy lerójuk tiszteletünket Sosaria valamelyik nagyuránál. Az ételből egy-egy egység fogy el minden második lépésnél a világtérképen, kivéve a kastélyokban és a városokban. Itt is figyelnünk kell az utánpótlásra, mert ha nullára esik a száma, az azonnali elhalálozással jár együtt. A tapasztalati pontokat sikeres harcok és küldetések után kaphatjuk, ezer pont után pedig szintlépés következik. Legalább a 8. szintet el kell érnünk ahhoz, hogy befejezhessük a játékot, mert egy fontos küldetés csak ezen a szinten teljesíthető. Arany segítségével vásárolhatunk új holmikat, és ezt vagy a labirintusokban kalandozás során szedhetjük össze, vagy hercegnők megmentésével szerezhetjük meg.
Varázslatokat is boltokban vehetünk, használni pedig csak egyszer tudjuk őket, mintha elfogyasztanánk azokat. A harc véletlenszerűen megjelenő ellenségek ellen zajlik, akikkel addig harcolunk, amíg vagy nem végzünk velük, vagy elmenekülnek. A játék kezdeti változatában a világtérképen lévő ellenségek nem mozogtak, hanem csak megjelentek a játékos előtt és azonnal meg is támadták, a labirintusokban azonban már a legelső verzióban is mozogtak, és követni is tudtak minket.
A sorozat többi részében nem kapott szerepet, itt viszont meglepő módon a játék szerves része az űrharc. A történet egy bizonyos pontján ugyanis első személyű nézetből kell irányítanunk egy űrhajót és azzal le kell vadásznunk az ellenséges hajókat. Richard Garriott elmondása szerint ez csak azért került be a játékba, mert mindenképpen ki akarta valamivel tölteni a játék számára a lemezen rendelkezésre álló összes helyet.

## Történet
Az Ultima Sosaria kitalált világában játszódik, amely négy kontinensből áll. A világot nyolc különböző nagyúr uralja, mindegyik kontinensen kettő-kettő él. Mindegyiküknek van egy kastélya, itt vehetjük fel a küldetéseket. Ezek általában kétfélék lehetnek: vagy el kell látogatnunk egy bizonyos helyre, vagy végeznünk kell egy meghatározott szörnnyel. Az előbbi statisztikai szempontból fejleszti a karakterünket, az utóbbi pedig ad egy olyan tárgyat, amely a végjáték szempontjából lehet majd lényeges.
A térképen megtalálhatóak még városok is, de a különféle labirintusok mellett erdők, hegyek, tavak és óceánok is. A városok mind egyformák, a labirintusok pedig ugyanazon séma mentén, de véletlenszerűen generálódnak. Az 1986-os újrakódolt változatban már jelentősen változatosabbak a városok is. Sosaria földje tele van szörnyekkel, akikkel összecsaphatunk, és vannak olyan romok vagy érdekes helyek, ahol különleges bónuszokat találhatunk, és általában nehezen elérhetőek.
A játékos karaktere és Mondain mellett nagyobb szerephez jut még Lord British (Richard Garriott játékbeli megtestesülése), Iolo és Shamino, akik a későbbi epizódokban is megjelennek.
A cselekmény szerint Mondain ezer évvel ezelőtt létrehozott egy ékkövet, amely halhatatlanná tette őt. Azóta szörnyeivel elkezdte terrorizálni Sosaria világát, és egymásnak fordította a nemeseket is. Hogy véget vessen ennek egyszer és mindenkorra, Lord British felhívást intézett Mondain ellen, amire a játékos válaszolt. Az egyetlen módja, hogy végezzenek a varázslóval, az az, ha visszaamennek az időben akkorra, amikor még nem hozta létre az ékkövet. A játék során karakterünk ezért az időgépet keresi - négy nagyúrnál vannak olyan ékkövek, amelyek szükségesek a beüzemeléséhez, ők azonban nem adják csak úgy oda, hanem valamilyen küldetés teljesítéséhez kötik azt.
Ha ez megvan, még az időgépet is meg kell találni. Ehhez szükséges az űrhajóval kimenni a világűrbe és lelőni az ellenséges gépeket. Ezután meg kell mentenünk egy hercegnőt, és ezután derül ki, hogy hol van a gép (mindig a hercegnő megmentési helyétől északra). Ezután végre vissza tudunk utazni az időben, hogy megállítsuk Mordaint.

## Fejlesztés
Richard Garriott azután kezdett hozzá az Ultima megírásának, hogy előző játéka, az Akalabeth, meglepően nagy siker lett. Annak a játéknak bizonyos elemei az Ultima szubrutinjában is megjelentek, mellyel az első személyű nézetet generálta, de a városok, a labirintusok, a küldetések, és a felhasználói interfész is onnan származott kezdetben. Az űrhajók és a fénykardok képében a Star Wars is felbukkant.
Garriott elsőéves egyetemista volt a Texasi Egyetemen, miközben az Ultimát programozta, barátja, Kenneth W. Arnold segítségével, és alig egy év alatt el is készültek vele. A játék az Applesoft BASIC-ben készült, Apple II számítógépre, Arnold pedig assembly nyelven programozta a játéktérképet.
Az Akalabeth-tel ellentétben, amely igazából csak egy hobbiprojekt volt, az Ultima jóval nagyobb komolysággal készült már a kezdetektől. Az eredeti címe Ultimatum lett volna, de az akkor már egy másik projekt számára le lett védetve. A program rendkívül jól fogyott, az első két évben kiadtak belőle ötvenezer példányt. 1986-ban ennek hatására a Sierra On-Line újra kiadta az Origin Systems által újrakódolt változatot, hogy más platformokon is megjelenhessen. Ettől a játék gyorsabban futott és grafikailag is szebb lett.
2003-ban egy rajongói csapat Ultima 1 címmel elkezdte készíteni a játék háromdimenziós remake-jét, de az Electronic Arts közbelépése miatt le kellett állítaniuk.
2022-ben egy Jeremy Abrahamson nevű modder az Ultima IV grafikai elemeinek felhasználásával tette még szebbé a játékot.

## Fordítás
- Ez a szócikk részben vagy egészben  az   Ultima I: The First Age of Darkness című angol Wikipédia-szócikk ezen változatának fordításán alapul.  Az eredeti cikk szerkesztőit annak laptörténete sorolja fel. Ez a jelzés csupán a megfogalmazás eredetét és a szerzői jogokat jelzi, nem szolgál a cikkben szereplő információk forrásmegjelöléseként.